# Fernanda Montenegro
Arlette Pinheiro Esteves Torres, ONM (født 16. oktober 1929) eller bedre kendt under sit kunstnernavn Fernanda Montenegro er en brasiliansk teater- og filmskuespiller. Hun er den første kvindelige brasilianske skuespiller, der er blevet nomineret til en Oscar. Nomineringen for bedste kvindelige hovedrolle modtog hun for sin rolle i Central Station. I Brasilien er hun en populær tv-personlighed på kanalen TV Globo.
Hun er mor til skuespiller Fernanda Torres og instruktøren Cláudio Torres og har været gift med skuespilleren Fernando Torres siden 1954.